# Wieża ciśnień w Stargardzie
Wieża ciśnień w Stargardzie zbudowana w latach 1896–1897 wieża ciśnień położona w Stargardzie; położona jest poza obrębem murów miejskich, w parku Chrobrego. Ma wysokość 65 m. 
Podstawę wieży stanowi ośmiobok zwężający się ku górze i przechodzący w walec. Cześć mieszcząca sam zbiornik (mający pojemność 500 m³) jest najszersza z całej wieży a zwieńczona jest blendami i blankami. Przykrycie budowli stanowi ośmioboczny ostrosłup. Zdobienia elewacji w formie szachownicy nawiązują stylem do pobliskiej baszty Morze Czerwone. Portal wieży, od strony zachodniej, jest zwieńczony dwiema pochyłymi tarczami herbowymi oraz sześciopolową rozetą. Ostrołukowe okna wieży wykończone są glazurowanymi ościeżnicami.
W marcu 2007 rozpoczęto kapitalny remont wieży, podczas którego wyczyszczono elewację i uzupełniono jej braki, naprawiono hełm wieży i pomalowano go na zielono oraz wykonano nową iglicę (poprzednia uległa zniszczeniu podczas wichury w 2001 roku).